# 卡爾卡 (秘魯)
卡爾卡（西班牙語：Calca），是秘魯的城鎮，位於該國南部庫斯科大區，是卡爾卡省的首府，2005年人口9,732，該城鎮的居民主要使用奇楚瓦語和西班牙語。